# Clemente Verga
Clemente Verga (nacido el 7 de enero de 1916 - fallecido el 3 de septiembre de 2007) fue un exfutbolista argentino. Se desempeñó como defensor y mediocampista, desarrollando su carrera de forma casi íntegra en Rosario Central.

## Carrera

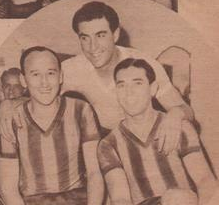
Verga junto a Pedro Aráiz y Pedro Perucca en 1941.

Tuvo su debut oficial en la jornada inicial del Torneo Preparación 1934 de la Asociación Rosarina de Fútbol, cuando el 8 de abril Rosario Central goleó a Provincial 7-1. Se desempeñó durante ese año como mediocampista, siendo acompañado por Pío Vorrazo. Catello D'Andrea, José Gaitieri, entre otros. También marcó su primer y único gol con la casaca auriazul; fue en la sexta fecha del Preparación en la victoria de su equipo 2-1 ante Tiro Federal. Hasta 1938 su participación en el equipo mayor del canalla fue escasa, siendo aun así partícipe de los primeros títulos para el club en la era profesional: dos campeonatos de copa (Torneo Preparación 1936 e Ivancich 1937) y dos de liga (Torneo Molinas 1937 y 1938. Además fue subcampeón a nivel nacional en la Copa Ibarguren, ediciones de 1938 y 1939.
En 1939 Rosario Central se integró al Campeonato de Primera División de AFA; Verga, que desde el año anterior había pasado a ocupar un lugar en la zaga, fue uno de los suplentes de Ignacio Díaz y Justo Lescano. En las tres temporadas siguientes retornó a su posición de mediocampista, integrando el plantel canalla que en 1941 perdió la categoría y que al año siguiente la recuperó al consagrarse campeón en la Segunda División 1942. Dejó Rosario Central al finalizar este torneo, habiendo vestido la casaca auriazul en 41 encuentros.
En 1943 jugó por Unión de Santa Fe.

## Clubes
| Club              | País      | Año       |
| ----------------- | --------- | --------- |
| Rosario Central   | Argentina | 1934-1942 |
| Unión de Santa Fe | Argentina | 1943      |

### Estadística por año  en Rosario Central

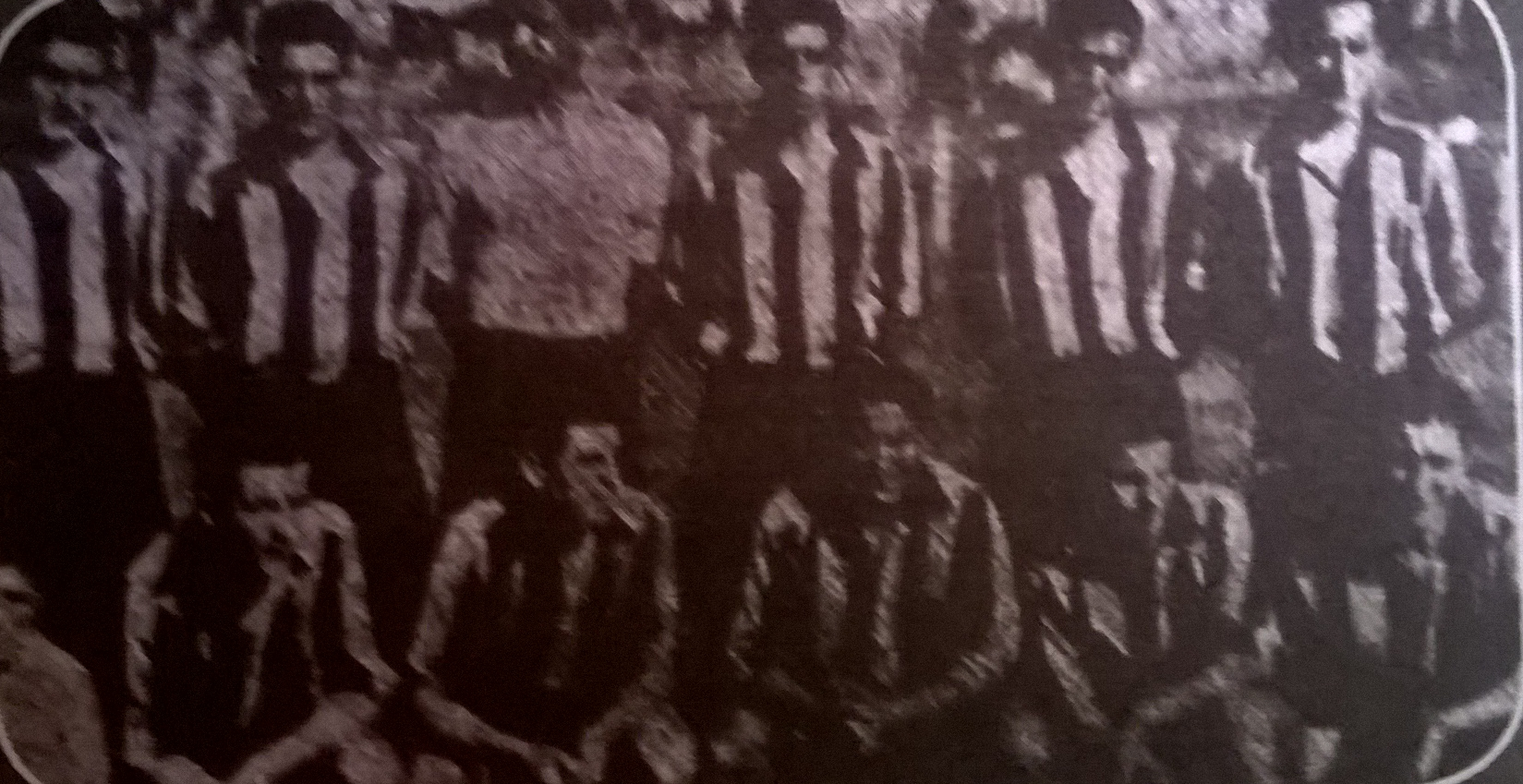
Rosario Central en 1934. Parados: Carlos Scarpin, Pío Vorrazo, Luis Monjo, Ignacio Díaz, Juan Ramón Menéndez, Clemente Verga; hincados: Juan Cagnotti, Julio Gómez, Sebastián Guzmán, Cayetano Potro, Enrique García.

| Año  | Torneo               | PJ | Goles |
| ---- | -------------------- | -- | ----- |
| 1934 | Torneo Preparación   | 5  | 1     |
|      | Torneo Molinas       | 8  | 0     |
| 1935 | Torneo Preparación   | 0  | 0     |
|      | Torneo Molinas       | 2  | 0     |
| 1936 | Torneo Preparación   | 0  | 0     |
|      | Torneo Molinas       | 0  | 0     |
| 1937 | Torneo Molinas       | 1  | 0     |
|      | Torneo Ivancich      | 0  | 0     |
| 1938 | Torneo Ivancich      | 3  | 0     |
|      | Torneo Molinas       | 1  | 0     |
|      | Copa Ibarguren       | 1  | 0     |
| 1939 | Primera División AFA | 2  | 0     |
|      | Copa Ibarguren       | 1  | 0     |
| 1940 | Primera División AFA | 4  | 0     |
| 1941 | Primera División AFA | 12 | 0     |
| 1942 | Segunda División AFA | 1  | 0     |

## Palmarés

### Torneos nacionales
| Equipo          | País      | Título           | Año  |
| --------------- | --------- | ---------------- | ---- |
| Rosario Central | Argentina | Segunda División | 1942 |

### Torneos regionales
| Equipo          | Liga     | País      | Título             | Año  |
| --------------- | -------- | --------- | ------------------ | ---- |
| Rosario Central | Rosarina | Argentina | Torneo Preparación | 1936 |
| Rosario Central | Rosarina | Argentina | Torneo Molinas     | 1937 |
| Rosario Central | Rosarina | Argentina | Torneo Ivancich    | 1937 |
| Rosario Central | Rosarina | Argentina | Torneo Molinas     | 1938 |